# مايك دونبار
مايك دونبار (بالإنجليزية: Mike Dunbar)‏ هو مدير فني أمريكي، ولد في 31 ديسمبر 1948 في تاكوما في الولايات المتحدة، وتوفي في 13 سبتمبر 2013 في دوبونت في الولايات المتحدة بسبب سرطان.